# هاينز إنغلمان
هاينز إنغلمان (بالألمانية: Heinz Engelmann)‏ هو ممثل ألماني، ولد في 14 يناير 1911 ببرلين في ألمانيا، وتوفي في 25 سبتمبر 1996 في ألمانيا.

## أعمال

### أفلام
- (1958) الدولة الكبيرة

## وصلات خارجية
- هاينز إنغلمان على موقع IMDb (الإنجليزية)
- هاينز إنغلمان على موقع مونزينجر (الألمانية)
- هاينز إنغلمان على موقع ألو سيني (الفرنسية)
- هاينز إنغلمان على موقع أول موفي (الإنجليزية)
- هاينز إنغلمان على موقع قاعدة بيانات الأفلام السويدية (السويدية)
- هاينز إنغلمان على موقع ديسكوغز (الإنجليزية)
- هاينز إنغلمان على موقع قاعدة بيانات الفيلم (الإنجليزية)
- هاينز إنغلمان على موقع كينوبويسك (الروسية)